# Bom Jesus (kommun i Brasilien, Rio Grande do Sul)
Bom Jesus är en kommun i Brasilien.   Den ligger i delstaten Rio Grande do Sul, i den södra delen av landet, 1 400 km söder om huvudstaden Brasília. Antalet invånare är 11 556. Arean är 2 626 kvadratkilometer.
Terrängen i Bom Jesus är huvudsakligen kuperad, men den allra närmaste omgivningen är platt.
Trakten runt Bom Jesus består i huvudsak av gräsmarker. Runt Bom Jesus är det glesbefolkat, med 17 invånare per kvadratkilometer.